# Municipio de Silver Creek (Indiana)
El municipio de Silver Creek (en inglés: Silver Creek Township) es un municipio ubicado en el condado de Clark en el estado estadounidense de Indiana. En el año 2010 tenía una población de 11858 habitantes y una densidad poblacional de 269,57 personas por km².

## Geografía
El municipio de Silver Creek se encuentra ubicado en las coordenadas 38°23′40″N 85°45′42″O / 38.39444, -85.76167. Según la Oficina del Censo de los Estados Unidos, el municipio tiene una superficie total de 43.99 km², de la cual 43.3 km² corresponden a tierra firme y (1.57%) 0.69 km² es agua.

## Demografía
Según el censo de 2010, había 11858 personas residiendo en el municipio de Silver Creek. La densidad de población era de 269,57 hab./km². De los 11858 habitantes, el municipio de Silver Creek estaba compuesto por el 94.31% blancos, el 1.02% eran afroamericanos, el 0.26% eran amerindios, el 0.9% eran asiáticos, el 0.04% eran isleños del Pacífico, el 2.13% eran de otras razas y el 1.34% pertenecían a dos o más razas. Del total de la población el 4.25% eran hispanos o latinos de cualquier raza.